# Nestor Pennacchio
Nestor Pennacchio (n. 25 de agosto de 1992) es un exjugador argentino de balonmano .

## Carrera Deportiva
INICIOS 
Los primeros pasos en el balonmano se dieron cuando tan solo tenía 11 años llegando en el 2004 a un club de barrio llamado Brienza en Villa Madero, al año siguiente todo el equipo se mudó al Club El Fortín, también de Villa Madero, para realizar competiciones de mayor nivel. En ese momento Néstor demostró gran calidad de juego y es así que en el 2008 decidió cambiar de club para ir a Ferro Carril Oeste, el cual competía y compite actualmente en la máxima categoría de Argentina.

Ferro Carril Oeste

Pasó por las inferiores de Ferro Carril Oeste, hasta debutar en el equipo mayor con el cual disputó el Nacional B Salta 2012.

S.A.G. Lomas de Zamora

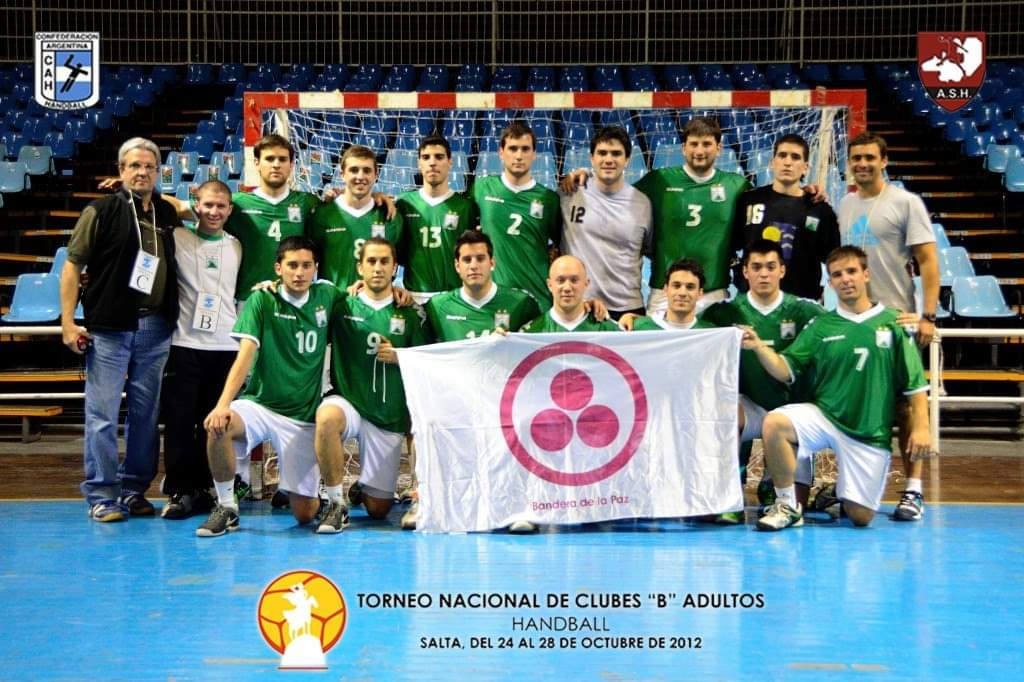

Fichó en el año 2016 por S.A.G. Lomas de Zamora, en este año tuvo dos ofertas desde Italia. La primera del Capua a principio de año, la cual no se llegó a un acuerdo de las partes. La segunda en octubre por parte del Equipo Carpi, era una propuesta interesante pero decidió rechazarla.

SSV Taufers Handball

En 2018 ficha para el SSV Taufers Handball, un equipo de la segunda división italiana con el objetivo de permanecer en la categoría.

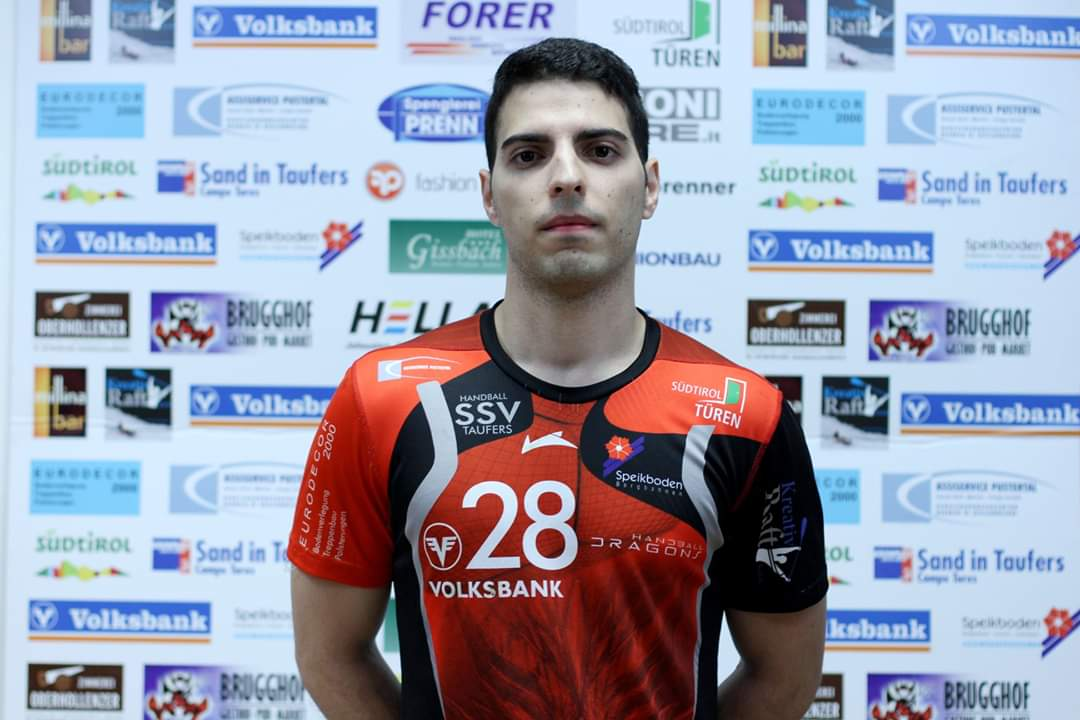

En el club Taufers tuvo buenas actuaciones lo que lo llevó a salir en varias ocasiones en los periódicos, como el partido contra Mezzocorona Néstor fue el goleador con 7 goles de 7 tiros. El equipo promedió siempre entre la mitad de la tabla y los puestos de arriba, al finalizar el torneo terminó tercero, lo que le dio el pase de jugar la instancia final un torneo para el ascenso a la máxima categoría italiana el Final 8.

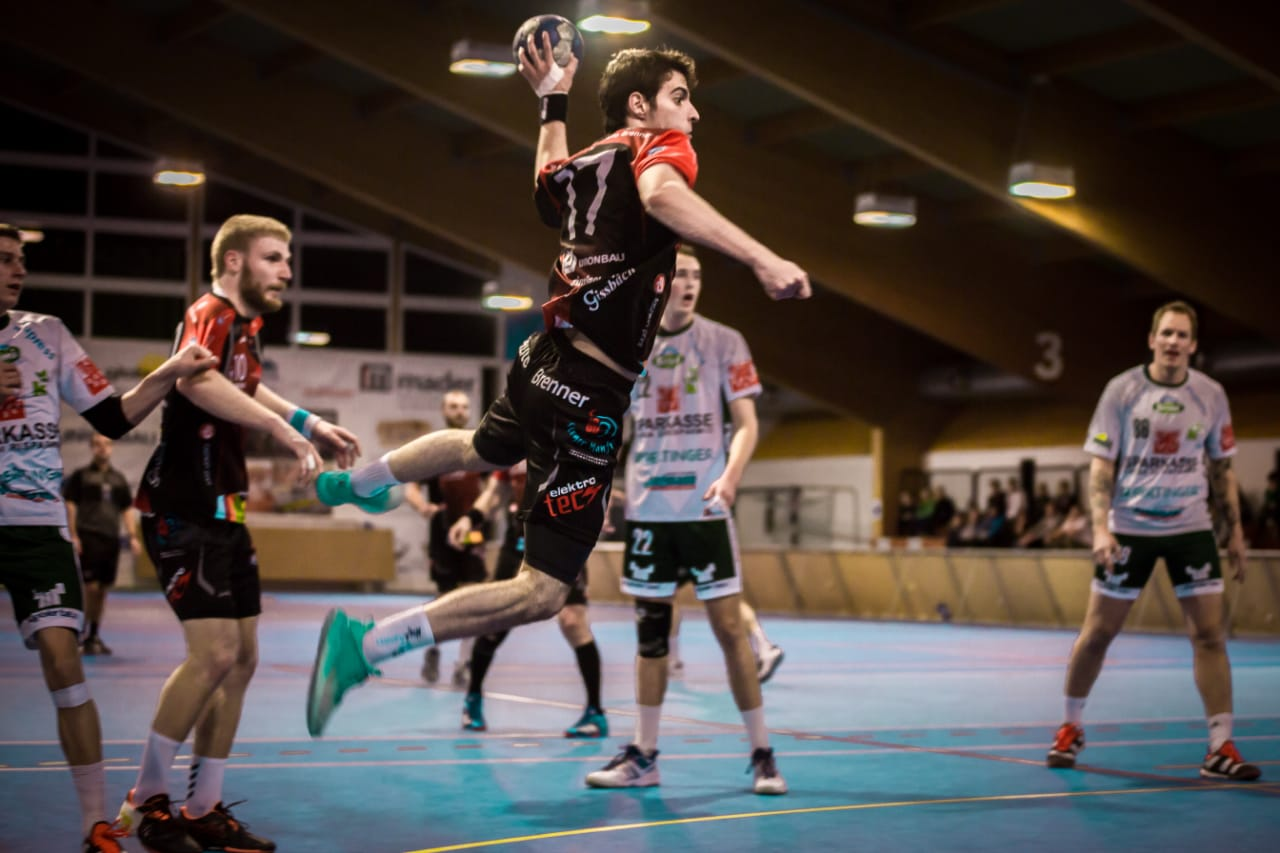

En el Final 8 Néstor tuvo buenos partidos pero pese al buen rendimiento individual el equipo no logró el ascenso, aun así quedó entre los 20 equipos del país, algo histórico para SSV Taufers Handball. Esta buena actuación hizo que equipo como el Albatro y el Gaeta intentaran contar con él la próxima temporada.

ASD Albatro Siracusa
Para la temporada 2019/20 ficha con ASD Albatro Siracusa. El equipo participó en la Coppa Keyjey en Ragusa, torneo oficializado por la Federación Italiana, donde participó otros 2 equipos italianos y un equipo de Malta. El ASD Albatro Siracisa obtuvo la Copa y comenzó con el pie derecho la temporada.
A lo largo de la temporada mantuvo un nivel alto de juego, esto despertó interés del Club Gaeta de primera división que lo contactó a mitad de la temporada, el ASD Albatro Siracusa no lo cedió porque consideró que era una pieza clave para el equipo. 

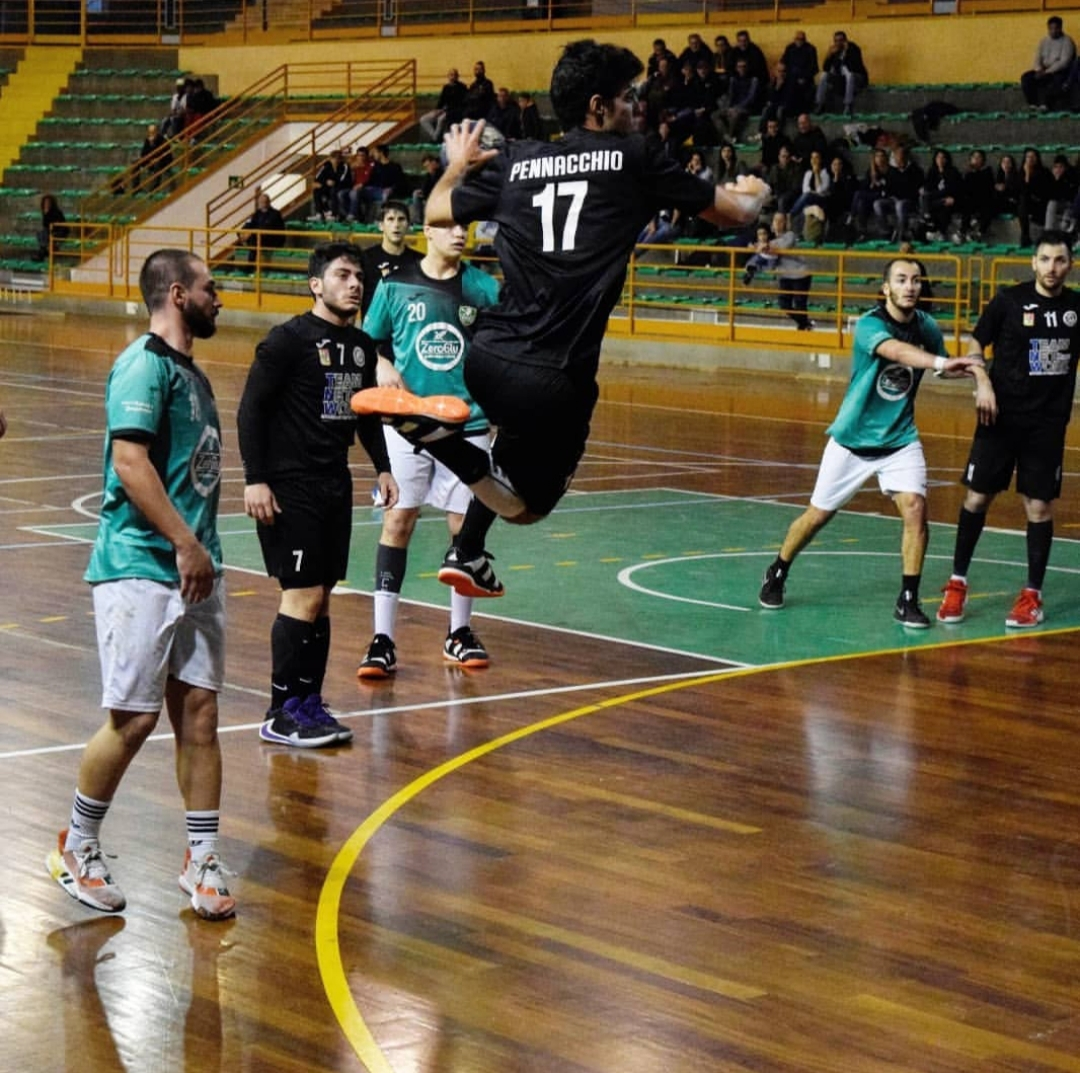

Néstor se quedó para finalizar la temporada con el ASD Albatro Siracusa. En el mes de febrero se disputó la Coppa Sicilia, copa que obtuvo el ASD Albatro Siracusa.
En el mes de marzo se paró el campeonato a raíz de la pandemia que afectó no solo Italia sino a todo el mundo, la federación italiana dio por finalizado el campeonato otorgando 3 ascensos a la máxima división para la siguiente temporada, el Albatro al estar primero en su grupo le adjudicaron dicho título.
Esta temporada el equipo obtuvo:
•La Coppa Keyjey
•La Coppa Sicilia
•Ascenso a primera división

H.C. Fondi

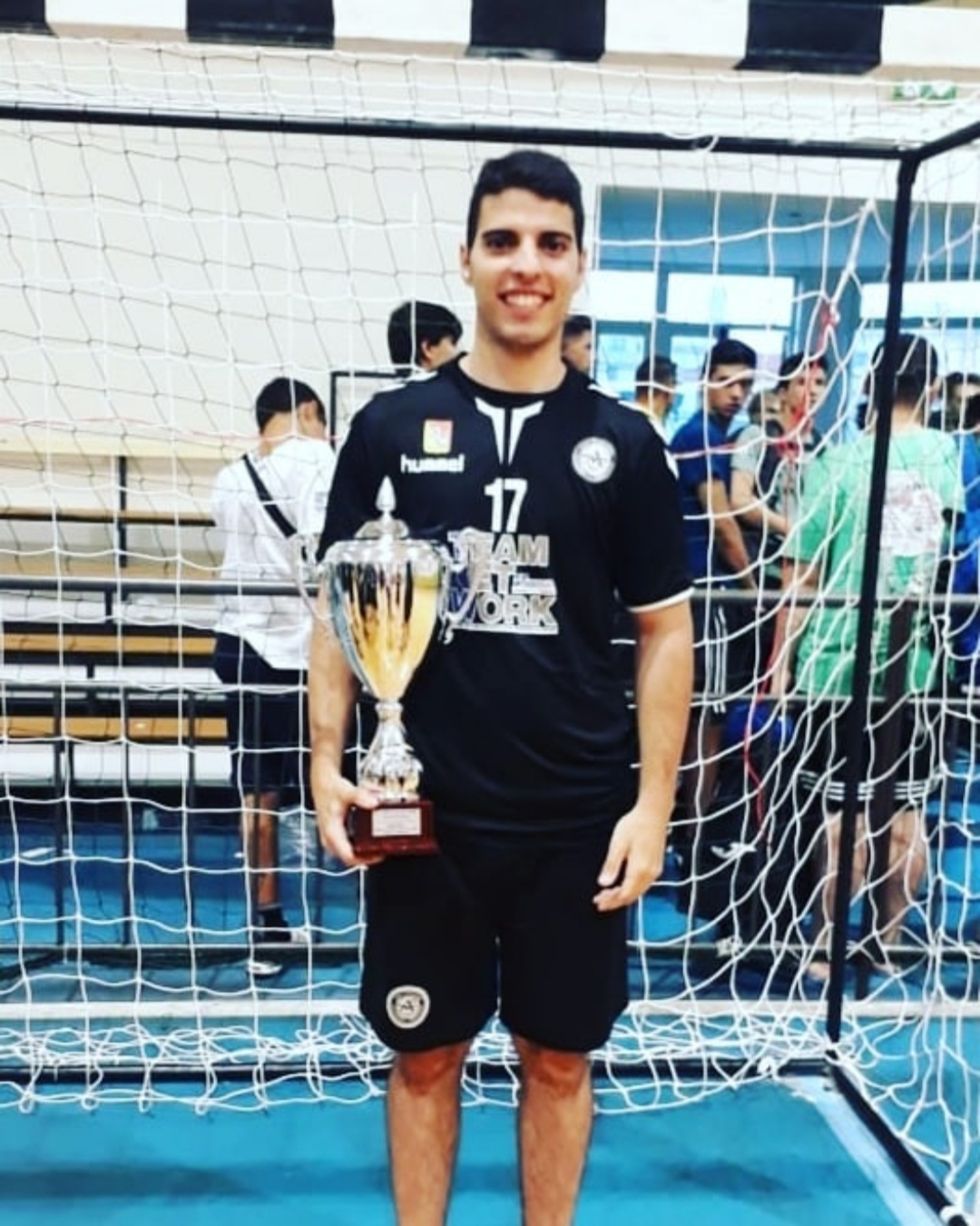

En julio de 2020 Ficha Para H.C. Fondi equipo de la máxima categoría Italiana, Seria A1 Beretta.

Balonmano Secar de la Real

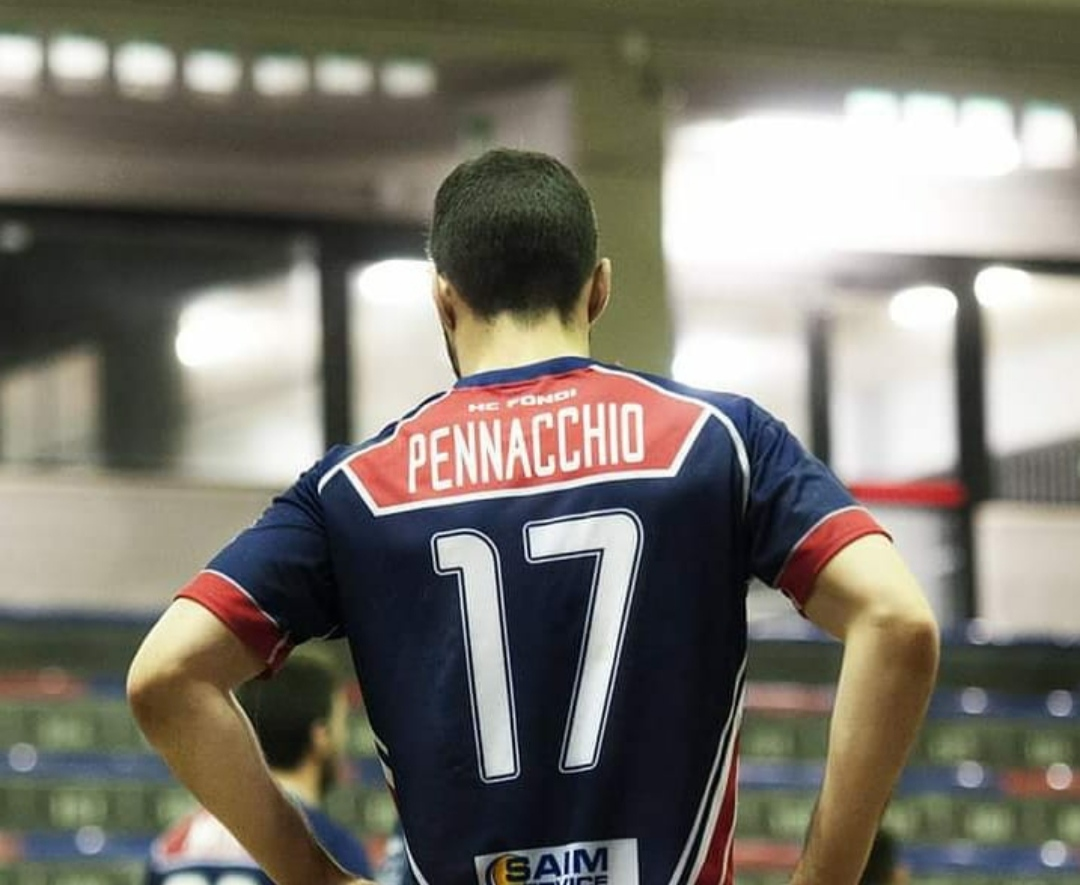

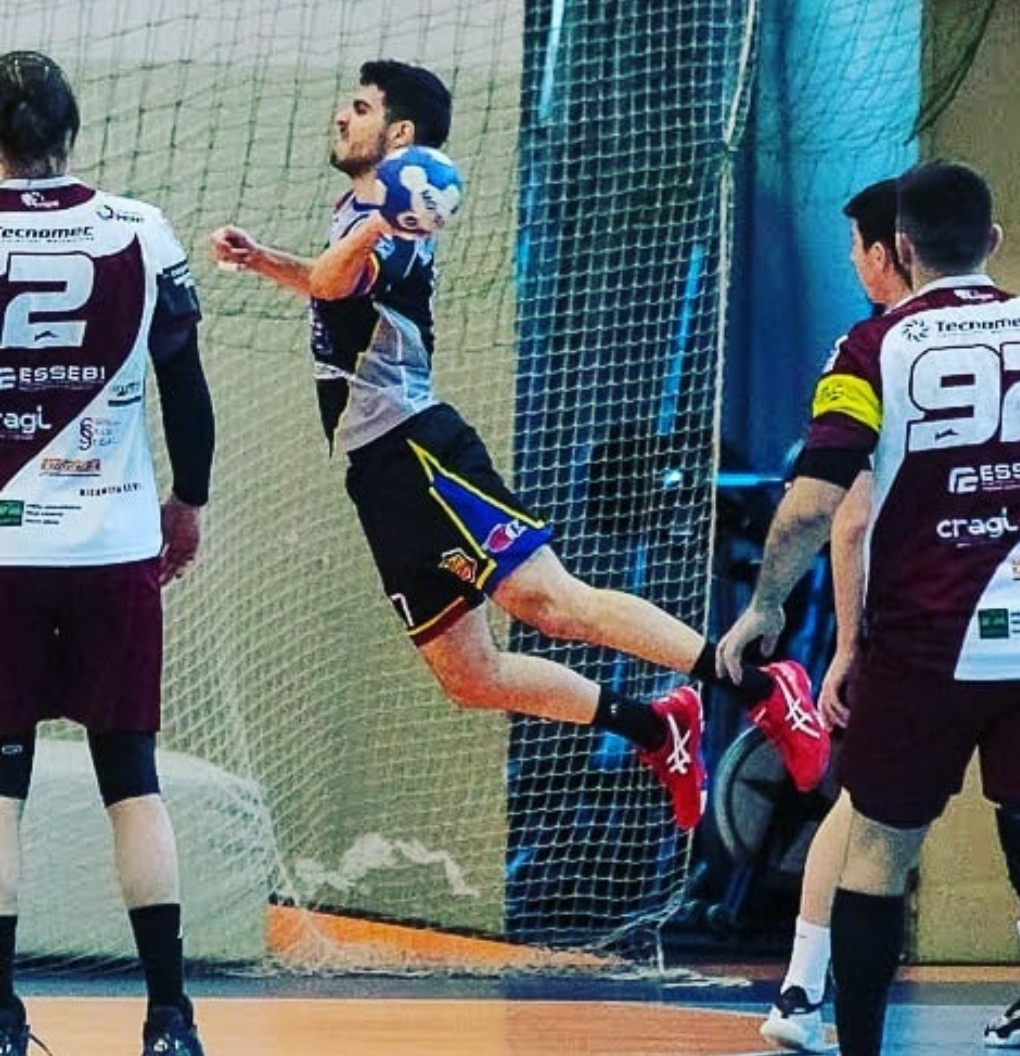

Luego de su paso por H.C. Fondi, lo contacto el club Handbol Marrachí de 1 Nacional liga española,club el cual ya lo había buscado la temporada anterior, con el cual tenían todo arreglado para desembarcar en la isla de Mallorca. 
Al llegar a Mallorca el club lamentablemente no cumplió con lo pactado, y el Argentino se desviculo.
Tuvo 2 ofrecimientos de clubes de Mallorca El Balonmano Son Rapiña y el Balonmano Secar de la Real, este último fue con el cual el argentino llegó a un acuerdo.
•Campeón de la liga Baleares(2.ª Nacional)

-Renovación por un año más 2022-23
•Campeón Copa Mallorca (2.ª Nacional)

## Clubes
- Club Ferro Carril Oeste (Handball) (2010-2015)[1]
- S.A.G. Lomas de Zamora Handball (2016-2017)
- SSV Taufers Handball (2018-2019)[2]
- Asd Albatro Siracusa (2019-2020)[3][4][5]
- H.C. Fondi (2020-2021)
- BM Secar del Real (2021-2023)

## Palmarés
- Nacional B [6]
2012

- Copa Schongau
2018-19

- Copa Keyjey [7][8]
2019-20

- Serie A2 2019-2020[9][10]
2019-20

- Copa Sicilia[11]
2019-20

- Liga Baleares (2da Nacional)
2021-22

- Copa Mallorca
2022-23

- Liga Baleares (2da Nacional)
2022-23